# Jean-Jacques Steen
Jean-Jacques Steen, né Jean-Jacques Steens, le 31 juillet 1920 à Antibes, (Alpes-Maritimes), et mort le 16 mars 2002 à Paris 4e, est un acteur français.

## Biographie
Jean-Jacques Steen est le fils d'Achille Steens, journaliste, écrivain et consul à Belgrade (né en France, de parents franco-belges). La mauvaise santé d'Achille Steens l'incita avec son épouse à partir se reposer sur la Côte d'Azur. C'est pourquoi, le petit Jean-Jacques naquit à Antibes. Il passa son enfance entre la Serbie et la Côte d'Azur, non sans avoir été baptisé à Padoue en Italie. Lorsque son père mourut, à Cimiez / Nice, il avait 5 ans. Signalons qu'il est aussi l'arrière-petit-fils de Eugène Steens, député belge. Il s'est amusé à simplifier son nom en enlevant le S final. Il a pour fille unique Eulalie Steens, écrivain et sinologue.
Comme beaucoup de futurs comédiens, Jean-Jacques Steen désirait être prêtre. Il effectua ses études secondaires au Petit Séminaire de Versailles. Le hasard mit sur son chemin le théâtre. Il décrocha son premier rôle dans une pièce parisienne "J'ai 17 ans". Et... il avait effectivement dix-sept ans !

## Filmographie
- 1940 : Monsieur Hector de Maurice Cammage
- 1941 : Le Dernier des six de Georges Lacombe
- 1943 : Le Secret de Madame Clapain de André Berthomieu
- 1945 : Le Couple idéal de Bernard Roland
- 1946 : Dernier refuge de Marc Maurette
- 1952 : Nous sommes tous des assassins de André Cayatte
- 1956 : Le Septième Commandement de Raymond Bernard
- 1957 : Le Septième Ciel de Raymond Bernard
- 1958 : Et ta sœur de Maurice Delbez
- 1959 : Un témoin dans la ville de Édouard Molinaro - Un gendarme
- 1961 : Un cheval pour deux de Jean-Marc Thibault
- 1962 : Arsène Lupin contre Arsène Lupin de Édouard Molinaro
- 1962 : Le Glaive et la Balance d'André Cayatte - Le patron de la boîte de nuit
- 1963 : À couteaux tirés de Charles Gérard - Un inspecteur
- 1963 : Le Chevalier de Maison-Rouge de Claude Barma - version en deux époques pour le cinéma du feuilleton télévisé -
- 1963 : Des frissons partout de Raoul André - Sam Pellet
- 1963 : Laissez tirer les tireurs de Guy Lefranc - Pascaud
- 1963 : Maigret voit rouge de Gilles Grangier
- 1963 : Françoise ou la Vie conjugale de André Cayatte - L'entrepreneur
- 1964 : Les Combinards de Jean-Claude Roy
- 1964 : Fifi la plume ou L'ange de Albert Lamorisse, Henri Gruel et Georges Gaetz
- 1965 : Quand passent les faisans de Édouard Molinaro
- 1965 : Ecce Homo de Alain Saury - court métrage, documentaire - uniquement le commentaire
- 1967 : Le Grand Bidule de Raoul André
- 1977 : La Septième Compagnie au clair de lune de Robert Lamoureux
- 1978 : Chaussette surprise de Jean-François Davy
- 1981 : La Revanche des humanoïdes de Albert Barillé - dessin animé - uniquement la voix

### Télévision
- 1958 : L'Alcade de Zalamea, téléfilm de Marcel Bluwal
- 1959 : Les Cinq Dernières Minutes de Claude Loursais, épisode Le Grain de sable
- 1961 : En votre âme et conscience, épisode La Mystérieuse Affaire de l'horloger Pel de  Pierre Nivollet
- 1961 : Le Théâtre de la jeunesse : Cosette d'après Les Misérables de Victor Hugo, réalisation Alain Boudet
- 1961 : L'Exécution de Maurice Cazeneuve
- 1963 : Le Chevalier de Maison Rouge de Claude Barma
- 1963 : L'inspecteur Leclerc enquête de Maurice Delbez, épisode Les revenants : Gerberon
- 1963 : L'inspecteur Leclerc enquête  de Serge Friedman, épisode Knock-out
- 1965 : Belphégor ou le Fantôme du Louvre de Claude Barma
- 1966 : Les Cinq Dernières Minutes, épisode  Histoire pas naturelle  de Guy Lessertisseur
- 1966 : En votre âme et conscience, épisode La Mort de Sidonie Mertens de  Marcel Cravenne
- 1967 : Mary de Cork de Maurice Cazeneuve
- 1967 : Meurtre en sourdine de Gilbert Pineau
- 1968 : L'Homme du Picardie de Jacques Ertaud
- 1971 : Les Enquêtes du commissaire Maigret de Marcel Cravenne, épisode Maigret aux assises : le gérant du dancing
- 1972 : François Gaillard ou la Vie des autres de Jacques Ertaud, épisode Madeleine
- 1975 : Les Enquêtes du commissaire Maigret (série télévisée), épisode La Guinguette à deux sous de René Lucot
- 1976 : Messieurs les jurés : L'Affaire Craznek de Michel Genoux
- 1977 : D'Artagnan amoureux, mini-série de Yannick Andréi : Turquaine
- 1979 : Médecins de nuit de Nicolas Ribowski, épisode Palais Royal (série télévisée)
- 1981 : La Double Vie de Théophraste Longuet de Yannick Andreï : le gardien de la Conciergerie

### Au théâtre ce soir
- 1969 : La Nuit du 9 mars de Jack Roffey et Gordon Harbord, adaptation Roger Féral, mise en scène Henri Soubeyran, réalisation Pierre Sabbagh, Théâtre Marigny
- 1971 : Bienheureuse Anaïs de Marc-Gilbert Sauvajon, mise en scène Jacques-Henri Duval, réalisation Pierre Sabbagh, Théâtre Marigny
- 1971 : Arsenic et vieilles dentelles de Joseph Kesselring, mise en scène Alfred Pasquali, réalisation Pierre Sabbagh, Théâtre Marigny
- 1971 : Romancero de Jacques Deval, mise en scène Raymond Gérôme, réalisation Pierre Sabbagh, Théâtre Marigny
- 1971 : La lune est bleue de Hugh Herbert, adaptation Jean Bernard-Luc, mise en scène René Clermont, réalisation Pierre Sabbagh, Théâtre Marigny
- 1972 : Le Fils d'Achille de Claude Chauvière, mise en scène Robert Manuel, réalisation Pierre Sabbagh, Théâtre Marigny
- 1973 : La Poulette aux œufs d'or de Robert Thomas, mise en scène de l'auteur, réalisation Georges Folgoas, Théâtre Marigny
- 1973 : Marie-Octobre de Jacques Robert, Julien Duvivier, Henri Jeanson, mise en scène André Villiers, réalisation Georges Folgoas, Théâtre Marigny
- 1973 : La Reine galante d’André Castelot, mise en scène Michel Roux, réalisation Georges Folgoas, Théâtre Marigny
- 1974 : Édouard, mon fils de Robert Morley et Noel Langley, mise en scène Jacques Ardouin, réalisation Georges Folgoas, Théâtre Marigny
- 1974 : Le Procès de Mary Dugan de Bayard Veiller, mise en scène André Villiers, réalisation Georges Folgoas, Théâtre Marigny
- 1974 : Le Chien des Baskerville de Jean Marcillac d'après le roman d'Arthur Conan Doyle, mise en scène Raymond Gérôme, réalisation Georges Folgoas, Théâtre Marigny
- 1974 : Madame Sans Gêne de Victorien Sardou et Émile Moreau, mise en scène Michel Roux, réalisation Georges Folgoas, Théâtre Marigny
- 1974 : La Ligne de chance d'Albert Husson, mise en scène Jacques Ardouin, réalisation Georges Folgoas, Théâtre Marigny
- 1975 : La Nuit du 16 janvier d'Ayn Rand, mise en scène André Villiers, réalisation Pierre Sabbagh, Théâtre Édouard VII
- 1976 : Le monsieur qui a perdu ses clés de Michel Perrin, mise en scène Robert Manuel, réalisation Pierre Sabbagh, Théâtre Édouard VII
- 1977 : Nuit folle de Paul Gerbert, mise en scène Jacques Ardouin, réalisation Pierre Sabbagh, Théâtre Marigny

## Théâtre
- 1955 : La Grande Felia de Jean-Pierre Conty, mise en scène Christian-Gérard, Théâtre de l'Ambigu
- 1956 : Les Lingots du Havre d'Yves Jamiaque, mise en scène Jean Lanier, Théâtre des Arts
- 1957 : L'Autre Alexandre de Marguerite Liberaki, mise en scène Claude Régy, Théâtre de l'Alliance française
- 1959 : De sept heures à sept heures de Guillaume Hanoteau et Philippe Georges d'après Robert Cedric Sherriff, mise en scène Max Mégy, Théâtre des Arts
- 1959 : Les Écrivains de Michel de Saint Pierre et Pierre de Calan, mise en scène Raymond Gérôme, Théâtre des Mathurins
- 1961 : Marie-Octobre de Jacques Robert, mise en scène André Villiers, Théâtre en Rond
- 1969 : Frédéric de Robert Lamoureux, mise en scène Pierre Mondy, Théâtre des Ambassadeurs
- 1976 : Nini la chance livret Jacques Mareuil, musique Georges Liferman, mise en scène Raymond Vogel, Théâtre Marigny

## Doublage
- 1963 : Le Corps et le fouet : Losat (Alan Collins)
- 1964 : La Reine du Colorado : Polak (Harvey Lembeck)
- 1968 : La Bande à César : le carabinier jouant au billard (Andrea Aureli)
- 1969 : Filles et show business : Clowderhead (Mike Wagner)
- 1971 : La Classe ouvrière va au paradis : un ouvrier avec un bonnet[Qui ?]
- 1971 : Un homme nommé Sledge : Red (Steffen Zacharias)
- 1975 : Les Dents de la mer : Charlie, le copain pêcheur de M. Denherder (Robert Chambers) (1er doublage)
- 1975 : Mandingo : un marchand d'esclaves[Qui ?]
- 1978 : Piranhas : Jack (Keenan Wynn)
- 1978 : Le Jeu de la mort : Henry Lo (Roy Chiao) (1er doublage)
- 1980 : Virus : Morrison, le secrétaire à la défense (Larry Reynolds)
- 1981 : Les Aventuriers de l'arche perdue : l'imam (Tutte Lemkow)